# Mika Špiljak

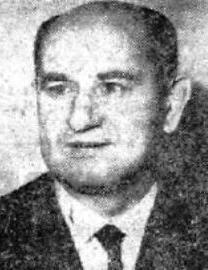
Mika Špiljak

Mika Špiljak (Odra Sisačka, 28 november 1916 – Zagreb, 18 mei 2007) was een Kroatisch politicus in de Socialistische Federale Republiek Joegoslavië.

## Vroege jaren
Hij werd geboren in Odra Sisačka, gemeente Sisak, in het Koninkrijk Kroatië en Slavonië. De plaats ligt tegenwoordig in Kroatië. Zijn vader Dragutin Špiljak was spoorwegarbeider. Špiljak begon op 16-jarige leeftijd te werken. Hij werd lid van de communistische partij in 1938 en vocht met de Joegoslavische partizanen in de Tweede Wereldoorlog.

## Carrière
Hij was van 1949 tot 1950 burgemeester van Zagreb.
In 1963 werd hij benoemd tot voorzitter van de Uitvoerende Raad van de deelrepubliek Kroatië, een functie vergelijkbaar met die van minister-president. Op 16 mei 1967 volgde zijn benoeming tot voorzitter van de Uitvoerende Raad van de gehele Socialistische Federale Republiek Joegoslavië. Hij bleef in functie tot 18 mei 1969.
Van 15 mei 1983 werd hij benoemd tot voorzitter van het Presidium van de Socialistische Federale Republiek Joegoslavië als opvolger van Petar Stambolić. In die functie opende Špiljak de Olympische Winterspelen van 1984. Na een jaar werd hij volgens het rooster opgevolgd door Veselin Đuranović.
Špiljak werd na zijn aftreden benoemd tot secretaris van de Kroatische Communistenbond, deel van de Joegoslavische Communistenbond. Daarmee was hij partijchef van de deelrepubliek Kroatië.
Hij overleed in 2007 op 90-jarige leeftijd en werd gecremeerd in Zagreb.
- Bibliothèque nationale de France: cb12777212b (data)
- Gemeinsame Normdatei: 120325735X
- International Standard Name Identifier: 0000 0000 7835 7342
- Library of Congress Control Number: no2003051789
- Nationale Bibliotheek van Tsjechië: jo20201067299
- Nationale Bibliotheek van Israël: 987007285118205171
- Nederlandse Thesaurus van Auteursnamen: 262924137
- Virtual International Authority File: 262345717
- WorldCat: E39PBJjCW9d6bqMtJxMRHJqhHC